# Argonaute
Argonaute蛋白質家族是參與RNA干擾（RNAi）的一系列蛋白質，可與siRNA、miRNA與piRNA等小非編碼RNA結合，為RNA誘導沉默複合體（RISC）的重要組成部分，RISC可與和其中小RNA序列互補的mRNA，進而促進其降解或抑制其轉譯，達到基因靜默的效果。此蛋白家族的名稱來自扁船蛸的學名（Argonauta argo），因發表者認為AGO1基因突變的阿拉伯芥外形和其相似而得名。
Argonaute蛋白質家族的蛋白從N端自C端包含N、L1、PAZ、L2、M與PIWI等6個結構域，其中PAZ結構域可識別小RNA3′端的單股突出鹼基而與之結合；PIWI結構域有內切酶活性，可負責切割目標mRNA，但也有些Argonaute家族蛋白的PIWI在演化過程中喪失了內切酶的功能。人類基因組共編碼8種Argonaute蛋白，其中AGO1－4均可與miRNA結合，但僅AGO2具有內切酶活性。植物的AGO1參與miRNA介導的mRNA降解，其AGO4則不參與mRNA降解，但與siRNA結合後可啟動DNA甲基化等表觀遺傳調控而抑制目標基因表現。

## 應用
2016年，河北科技大學的韓春雨在《自然-生物技術》期刊發表名為NgAgo的基因編輯技術，使用格氏嗜盐碱杆菌（Natronobacterium gregoryi）的Argonaute蛋白切割DNA，但結果備受質疑，原論文於隔年被期刊撤回。2017年，伊利諾大學厄巴納-香檳分校團隊使用古菌激烈火球菌的Argonaute蛋白（PfAgo）為人工限制酶，於體外切割DNA。